# Wanhua Chemical Group
Wanhua Chemical Group (vormals Yantai Wanhua Polyurethanes Co., Ltd.; YPTU) ist ein chinesisches Unternehmen mit Sitz in Yantai. YPTU wurde am 20. Dezember 1998 gegründet. Das Unternehmen ging am 5. Januar 2001 in Shanghai an die Börse.
Das Unternehmen produziert und verkauft verschiedene Rohstoffe zur Herstellung des Kunststoffes Polyurethan.